# 파울라 파레토
파울라 벨렌 파레토(스페인어: Paula Belén Pareto, 1986년 1월 16일~)는 아르헨티나의 유도 선수, 의사이다. 2008년 하계 올림픽에서 엑스트라라이트급 동메달을 획득했고, 2016년 하계 올림픽에서 엑스트라라이트급 금메달을 획득하여, 아르헨티나 여성 선수로는 최초로 올림픽 금메달리스트가 되었다. 

## 수상
- 코넥스상(2010년)
- 올림피아상 금상(2015), 은상(2019)